# Élections sénatoriales de 2008 à Saint-Martin
L’élection sénatoriale à Saint-Martin a lieu le 21 septembre 2008. Elle a pour but d'élire le sénateur représentant la collectivité au Sénat pour un mandat de six années. 

## Présentation des candidats et des suppléants
Les nouveaux représentants sont élus pour une législature de 6 ans au suffrage universel indirect par les 24 grands électeurs de la collectivité. À Saint-Martin, les sénateurs sont élus au scrutin majoritaire à deux tours. Compte tenu des évolutions démographiques, leur nombre change en 2008, passant d'1 à 2 sénateurs. Ils sont 5 candidats dans la collectivité, chacun avec un suppléant.
| T/S | Candidats | Candidats              | Parti | Principale fonction                   |
| --- | --------- | ---------------------- | ----- | ------------------------------------- |
| T   |           | Louis Mussington       | PS    | Conseiller territorial                |
| S   |           | Julien Clément Gumbs   | PS    | Conseiller territorial                |
| T   |           | Guillaume Arnell       | DVG   | Conseiller territorial                |
| S   |           | Aline Hanson           | DVG   | Conseillère territoriale              |
| T   |           | Louis-Constant Fleming | UMP   | Conseiller territorial                |
| S   |           | Louis Jeffry           | UMP   | Vice-président du conseil territorial |

## Résultats
|                | Louis-Constant Fleming | UMP            | 17 | 70,83  |  |  |
|                | Guillaume Arnell       | DVG            | 5  | 20,83  |  |  |
|                | Louis Mussington       | PS             | 2  | 8,33   |  |  |
|                |                        |                |    |        |  |  |
| Inscrits       | Inscrits               | Inscrits       | 24 | 100,00 |  |  |
| Abstentions    | Abstentions            | Abstentions    | 0  | 0,00   |  |  |
| Votants        | Votants                | Votants        | 24 | 100,00 |  |  |
| Blancs et nuls | Blancs et nuls         | Blancs et nuls | 0  | 0,00   |  |  |
| Exprimés       | Exprimés               | Exprimés       | 24 | 100,00 |  |  |